# كريستيان ثيودور بيدرسن
كريستيان ثيودور بيدرسن (بالإنجليزية: Christian Theodore Pedersen)‏‏ (23 ديسمبر 1876 في ساندفيورد - 20 يونيو 1969 ) مستكشف .